# Libotenice
Libotenice (en allemand : Liboteinitz) est une commune du district de Litoměřice, dans la région d'Ústí nad Labem, en Tchéquie. Sa population s'élevait à 440 habitants en 2021.

## Géographie
Libotenice se trouve sur la rive gauche de l'Elbe, face à Chodouny sur la rive droite, et se trouve à 10 km au sud-est de Litoměřice, à 24 km au sud d'Ústí nad Labem et à 48 km au nord-nord-ouest de Prague.
La commune est limitée par Travčice au nord, par Křešice et Chodouny à l'est, par Hrobce au sud et par Oleško à l'ouest.

## Histoire
La première mention écrite du village date de 1226.

## Transports
Par la route, Libotenice se trouve à 12 km de Litoměřice, à 41 km d'Ústí nad Labem et à 58 km de Prague.